# Granulomatosis con poliangitis
La granulomatosis con poliangitis (previamente conocida como Granulomatosis de Wegener) es un tipo de vasculitis poco frecuente en la cual se produce hinchazón e inflamación de los vasos sanguíneos, dificultando así el flujo de la sangre. Afecta principalmente los vasos sanguíneos en la nariz, senos paranasales, oídos, pulmones y riñones, aunque otras áreas pueden estar comprometidas.

## Etiología
Se desconoce la causa, pero se cree que la granulomatosis con poliangitis es un trastorno autoinmune. La artritis se presenta en alrededor de la mitad de todas las personas con esta enfermedad.

## Epidemiología
La granulomatosis con poliangitis es más común en adultos de mediana edad. Es muy rara en los niños, aunque se han visto casos en bebés hasta de tres meses de edad. Existen matices de expresión de la enfermedad según el área geográfica y características étnicas. La poliangitis asociada a granulomas es más común en el norte de Europa que en la Europa mediterránea, donde la poliangitis microscópica es más común. La poliangítis asociada a granulomas también es extremadamente rara en los afroamericanos y en Japón, donde se encuentra casi exclusivamente en la isla de Hokkaido, al norte del país. Por otra parte, en Nueva Zelanda y en Francia la incidencia de vasculitis asociadas a Anticuerpos anticitoplasma de neutrófilos (ANCAs) es mayor en las poblaciones de la etnia europea que entre los no europeos, los asiáticos o los isleños del Pacífico.[cita requerida]

## Clasificación
Existen 2 formas clínicas:
- Limitada: Afecta exclusivamente al tracto respiratorio y predomina en mujeres.
- Difusa o clásica: Con afectación simultánea de vías respiratorias altas y bajas, afectación renal y de otros órganos.

## Cuadro clínico
Se debe buscar asistencia médica si se presenta: dolor en el tórax, tos con sangre, sangre en la orina u otros síntomas de este trastorno.
El síntoma más común es la sinusitis frecuente. Otros síntomas iniciales pueden abarcar fiebre persistente sin una causa obvia, sudores nocturnos, fatiga y malestar general (sensación de indisposición).
Las infecciones crónicas del oído también se pueden presentar antes del diagnóstico de la granulomatosis de Wegener. Otros síntomas de las vías respiratorias superiores incluyen hemorragia nasal, dolor y úlceras o llagas alrededor del orificio nasal.
Igualmente, es común que se presente pérdida del apetito y pérdida de peso. Las lesiones cutáneas son comunes, pero no hay una lesión característica asociada con la enfermedad.
Aunque no sucede siempre, se pueden presentar síntomas de enfermedad renal. La orina puede estar sanguinolenta y a menudo aparece primero como orina roja o turbia.
Muchos pacientes presentan problemas oculares que pueden ir desde una conjuntivitis leve hasta una hinchazón grave del ojo.
Otros síntomas:
- Dolor en el pecho
- Tos o expectoración con sangre (hemoptisis)
- Dolores articulares
- Erupciones
- Dificultad para respirar
- Debilidad
- Sibilancias
- Diaforesis

## Diagnóstico

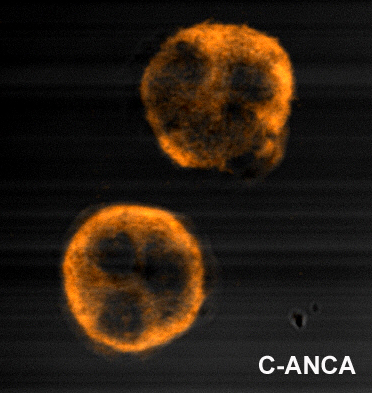
Patrón de inmunofluorescencia producido por la ligadura de ANCA a neutrófilos fijados con etanol; imagen proveniente de un paciente con granulomatosis con poliangitis.

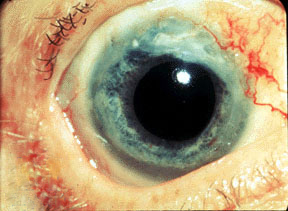
Foto mostrando la escleroqueratitis asociada con la granulomatosis con poliangitis.

El médico puede ordenar un examen de sangre para buscar anticuerpos citoplásmicos antineutrófilos (ANCA, por sus siglas en inglés), que se encuentra a menudo en personas con granulomatosis con poliangitis activa. Sin embargo, el examen no es infalible: puede dar resultado negativo en algunos pacientes.
El análisis de orina se hace para buscar signos de enfermedad renal, como proteína y sangre en la orina. La presencia de la enfermedad renal es necesaria para hacer un diagnóstico definitivo de la granulomatosis con poliangitis.
Una biopsia es la única forma de diagnosticar en forma definitiva esta enfermedad. El tipo de biopsia depende del área del cuerpo que el médico quiera examinar. El médico puede sugerir cualquiera de las siguientes biopsias:
- Biopsia de pulmón a cielo abierto
- Biopsia de las vías respiratorias altas
- Biopsia de la mucosa nasal
- Broncoscopia con biopsia transtraqueal

Otros exámenes:
- Radiografía de tórax
- TC de tórax
- Aspiración de médula ósea

## Tratamiento
El médico puede sugerir tratamiento con glucocorticoides (como prednisona) y un medicamento citotóxico, que es un medicamento que mata las células o bloquea su crecimiento y funcionamiento. Los medicamentos citotóxicos con frecuencia se utilizan durante una quimioterapia.
Los medicamentos citotóxicos utilizados para tratar la granulomatosis con poliangitis abarcan:
- Ciclofosfamida (Cytoxan)
- Rituximab (anticuerpo monoclonal quimérico anti-CD20)
- Metotrexato
- Azatioprina (Imuran)

Estos medicamentos pueden causar efectos secundarios graves, por lo que se debe discutir el plan de tratamiento cuidadosamente con el médico.
Pueden prescribirse otros medicamentos, incluyendo:
- Bisfosfonato (Fosamax) para prevenir la pérdida ósea debido al uso de la prednisona
- Trimetroprim/sulfametoxazol para prevenir infecciones pulmonares
- Ácido fólico o ácido folínico (Leucovorin), si la persona está tomando metotrexato

## Pronóstico
Sin tratamiento, los pacientes pueden morir en unos cuantos meses.
Con tratamiento, la perspectiva para la mayoría de los pacientes es buena. Los estudios han mostrado que la mayoría de los pacientes que reciben corticosteroides y ciclofosfamida mejoran mucho más.
Sin embargo, la enfermedad puede retornar en aproximadamente la mitad de todos los pacientes. En estos casos, la enfermedad regresa generalmente a los 2 años después de suspender el tratamiento.

### Complicaciones
Las complicaciones generalmente resultan de la falta de tratamiento. Los pacientes con esta enfermedad presentan úlceras (lesiones) en las vías respiratorias y en los riñones. Las lesiones renales producen glomerulonefritis que puede ocasionar presencia de sangre en la orina e insuficiencia renal. La enfermedad renal puede empeorar rápidamente.
Sin tratamiento, la insuficiencia renal y la muerte se presentan en más del 90 % de los pacientes.
Otras complicaciones:
- Insuficiencia pulmonar
- Hinchazón de los ojos
- Perforación del tabique nasal (orificio dentro de la nariz)
- Efectos secundarios de los medicamentos utilizados para tratar la enfermedad

## Prevención
No se conoce una forma de prevención.